# Eudynamys orientalis cyanocephalus
El koel del Pacífico (Eudynamys orientalis cyanocephalus) es un ave cuculiforme de la familia Cuculidae que vive en Australia. Su taxonomía se encuentra discutida, mientras algunos expertos lo consideran una subespecie del koel del Pacífico otros lo consideran una especie separada.

## Distribución y hábitat
Se extiende por los bosques y zonas arboladas de las regiones costeras del norte y este de Australia.

## Comportamiento
Como sus demás parientes el koel australiano practica el parasitismo de puesta. Sus principales huéspeces son los melifágidos grandes (especialmente el filemón chillón y el mielero carunculado). A diferencia de otros cucos parásitos, los pollos de koel no intentan matar a los pollos de su huésped. Este comportamiento es compartido con el cuco tucán, que como el cuco australiano de adultos son principalmente frugívoros.
Un estudio de sus vocalizaciones indicó que el canto a dúo puede señalar un emparejamiento temporal, aunque su sistema de apareamiento es polígino. En Australia son conocidos coloquialmente como Rainbird o Stormbird (ave de la lluvia o la tormenta) porque suele intensificar sus llamadas antes y durante las tormentas.